# Старое еврейское кладбище (Краков, Подгуже)

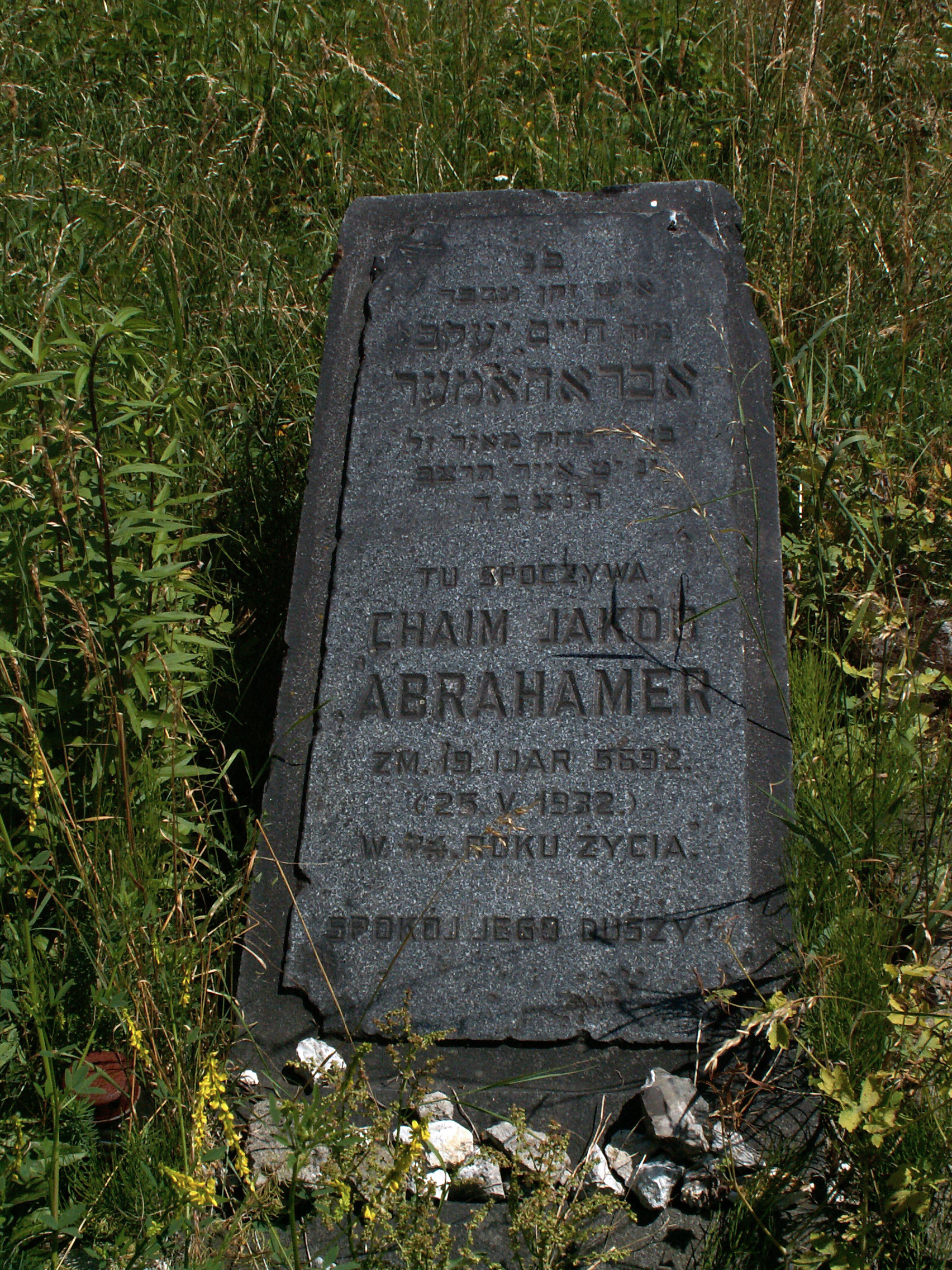
Единственная сохранившаяся надмогильная плита

Старое еврейское кладбище (пол. Podgórski cmentarz żydowski stary) — иудейское кладбище, находящееся в краковском историческом районе Подгуже на улице Иерусалимской. Кладбище занимает площадь в несколько гектаров. Во время Второй мировой войны кладбище находилось на территории концентрационного лагеря Плашов. В настоящее время сохранился единственный надмогильный памятник.

## История
Кладбище было основано в 1887 году на южном склоне холма Лыса-Гура еврейской общиной Подгуже. В 1932 году возле кладбища еврейской общиной Кракова было основано новый некрополь.
В 1942 году кладбище оказалось на территории концентрационного лагеря «Плашов» и было полностью разрушено. Надмогильные памятники были использованы для мощения дорог и укрепления фундаментов лагерных бараков.
До XXI века сохранилось несколько десятков могил без могильных памятников и единственная надмогильная плита Хаима Якоба Абрахамера, который был похоронен в 1932 году.
На территории кладбища также находился воинский некрополь времён Первой мировой войны, который также был разрушен во время войны.
В 2003 году часть деревьев была вырублена, трава скошена, а основания надгробий извлечены из-под слоя земли. На рубеже июня и июля 2005 года кладбище было вновь приведено в порядок польской и израильской молодежью, работавшей в рамках проекта «Анти-Схемата». В 2022 году была проведена социальная акция по обозначению границ кладбища.